# Tramvia de Grenoble
Transport de l'Agglomération Grenobloise, anomenada també amb l'acrònim TAG, és l'empresa francesa encarregada de la gestió del transport públic a la ciutat així com l'àrea metropolitana de Grenoble.